# Forêt nationale d'Ozark-St. Francis
La forêt nationale d'Ozark-St. Francis est une forêt fédérale protégée située dans l'Arkansas, aux États-Unis.
Elle s'étend sur une surface de 4 694 km2 et elle a été créée le 6 mars 1908.